# Heinz Habegger
Heinz Habegger (* 20. April 1960) ist ein Schweizer Politiker (SVP).
Habegger ist seit 1996 im Kantonsrat von St. Gallen. Politisch setzt sich Habegger vor allem im Bereich der Bildung ein. Auch die Sicherheits- und Finanzpolitik gehören zu seinen Schwerpunkten. Er tritt im Kantonsrat als Vertreter des Gewerbes auf. Zudem ist er Präsident der SVP Kreispartei Toggenburg.
Habegger ist Käsermeister mit eigenem Betrieb und wohnt in Neu St. Johann im Toggenburg. Er ist verheiratet und hat drei Kinder.